# Teología dogmática
Teología dogmática es la parte de la teología que trata de las verdades teóricas de la fe, relativas a Dios y sus obras, especialmente la teología oficial reconocida por un cuerpo de iglesia organizado, como la Iglesia católica o la Iglesia reformada neerlandesa. A veces, la apologética o teología fundamental, se llama "teología dogmática general", distinguiéndose de la teología dogmática propiamente dicha, que se denomina entonces "teología dogmática especial". Sin embargo, según el uso actual, la apologética ya no es tratada como parte de la teología dogmática, sino que ha alcanzado la categoría de ciencia independiente, siendo vista en general como la introducción a los fundamentos de la teología dogmática.
El término "teología dogmática" llegó a ser más ampliamente utilizado después de la Reforma protestante, y se usó para designar los artículos de fe que la Iglesia había formulado oficialmente. Un buen ejemplo de teología dogmática es el que los dogmas o declaraciones doctrinales que fueron formulados por los concilios de la iglesia primitiva que trataron de resolver los problemas teológicos y de adoptar una postura en contra de las enseñanzas heréticas. Estos credos o dogmas que salieron de los concilios de la iglesia fueron considerados fuentes de autoridad, obligando a todos los cristianos, porque la Iglesia oficialmente los confirmó. Uno de los propósitos de la teología dogmática es que un cuerpo de iglesia puede formular y comunicar la doctrina que se considera esencial para la cristiandad y que si la deniega, se constituye en herejía.

## Definición
La teología dogmática puede definirse como la exposición científica de toda la doctrina teórica acerca de Dios mismo y su actividad exterior, basado en los dogmas de la Iglesia. La teología dogmática hace hincapié en la importancia de la verdad propuesta, por encima de la experiencia, o las percepciones sensoriales.

## Origen del término
El término "teología dogmática" se cree que apareció por primera vez en 1659, en el título de un libro de L. Reinhardt. A. M. Fairbairn sostiene que fue la fama de Petau la que dio curso a la nueva acuñación del término, y aunque la misma frase u otras relacionadas se han utilizado en repetidas ocasiones por escritores de menos influencia, desde Reinhard y Andreas Essenius,  F. Buddeus (Institutiones theol. Dogmat., 1723; Compendio, 1728) han dado la supremacía a la expresión. Noel Alexandre, el teólogo galicano, posiblemente la introdujo en la Iglesia católica (1693  Theologia dogmatica et moralis).
Las autoridades católica y protestante están de acuerdo en que la expresión está conectada con la nueva costumbre de distinguir la dogmática de la ética cristiana o la teología moral, aunque Albert Schweitzer niega esto de Reinhard. En otra dirección, los dogmas y la teología dogmática también fueron contrastados con las verdades de la razón y la teología natural.